# Expo 1993
L'Expo 1993 (ufficialmente (KO)  1993년 세계 박람회, (EN)  The Taejon international Exposition, Korea, 1993, Esposizione Specializzata di Taejon, Corea, 1993) è stata l'esposizione specializzata svoltasi a Daejeon, in Corea del Sud (a quei tempi conosciuta come Taejon) dal 7 agosto al 7 novembre 1993, col tema The Challenge of a New Road to Development (La sfida di una Nuova Via verso lo Sviluppo). Per la Corea del Sud questa è stata la prima Expo mai organizzata.
L'area totale in cui venne organizzata l'esposizione era di circa 90 ettari; parteciparono 141 nazioni e si ebbero circa 14 milioni di visitatori.

## Partecipanti
L'esposizione internazionale del 1993 vide la partecipazione di 141 espositori ufficiali e di 26 non ufficiali. Tra i primi si segnala la presenza di 108 Paesi.
| Paesi partecipanti  | Paesi partecipanti | Paesi partecipanti | Paesi partecipanti |
| Asia                | Asia               | Asia               | Asia               |
| ------------------- | ------------------ | ------------------ | ------------------ |
| Bangladesh          | Brunei             | Cina               | India              |
| Indonesia           | Giappone           | Corea del Sud      | Malaysia           |
| Mongolia            | Nepal              | Pakistan           | Sri Lanka          |
| Thailandia          | Vietnam            |                    |                    |
| Africa              |                    |                    |                    |
| Algeria             | Angola             | Arabia Saudita     | Benin              |
| Ghana               | Kenya              | Lesotho            | Mauritania         |
| Marocco             | Namibia            | Nigeria            | Senegal            |
| Sudan               | eSwatini           | Tanzania           | Tunisia            |
| Uganda              | Zaire              | Zambia             | Zimbabwe           |
| Europa              |                    |                    |                    |
| Austria             | Azerbaigian        | Bielorussia        | Belgio             |
| Bulgaria            | Rep. Ceca          | Danimarca          | Estonia            |
| Finlandia           | Francia            | Germania           | Regno Unito        |
| Italia              | Kirghizistan       | Lettonia           | Lituania           |
| Moldavia            | Norvegia           | Paesi Bassi        | Polonia            |
| Portogallo          | Romania            | Russia             | Slovacchia         |
| Spagna              | Svezia             | Svizzera           | Turkmenistan       |
| Ucraina             | Ungheria           | Uzbekistan         | Città del Vaticano |
| Americhe            |                    |                    |                    |
|                     |                    |                    |                    |
| Oceania             |                    |                    |                    |
| Stati/Regioni/Città |                    |                    |                    |
|                     |                    |                    |                    |
| Organizzazioni      |                    |                    |                    |
|                     |                    |                    |                    |
| Aziende             |                    |                    |                    |
|                     |                    |                    |                    |

## Immagine della Expo

### Mascotte

La mascotte Kum'dori

Mascotte dell'esposizione fu Kum'dori, un elfo intergalattico.